# Кармінью
Марія-ду-Карму Карвалью Ребелу де Андраде (порт. Maria do Carmo Carvalho Rebelo de Andrade — сценічне ім'я Карміньо порт. Carminho; 20 серпня 1984, Лісабон, Португалія) — португальська естрадна співачка, одна з провідних виконавиць фаду та популярної музики.

## Біографія
Кармінью виростала в сім'ї музикантів, її мати Тереза Сікейра була відомою співачкою фаду. Вона також співає в інших жанрах, виконує бразильську популярну музику. Її альбоми «Фаду» (Fado, 2009) та «Алма» (Alma, 2012) здобули статуси Platinum та Gold, в Португалії сумарно було продано 50 000 примірників.

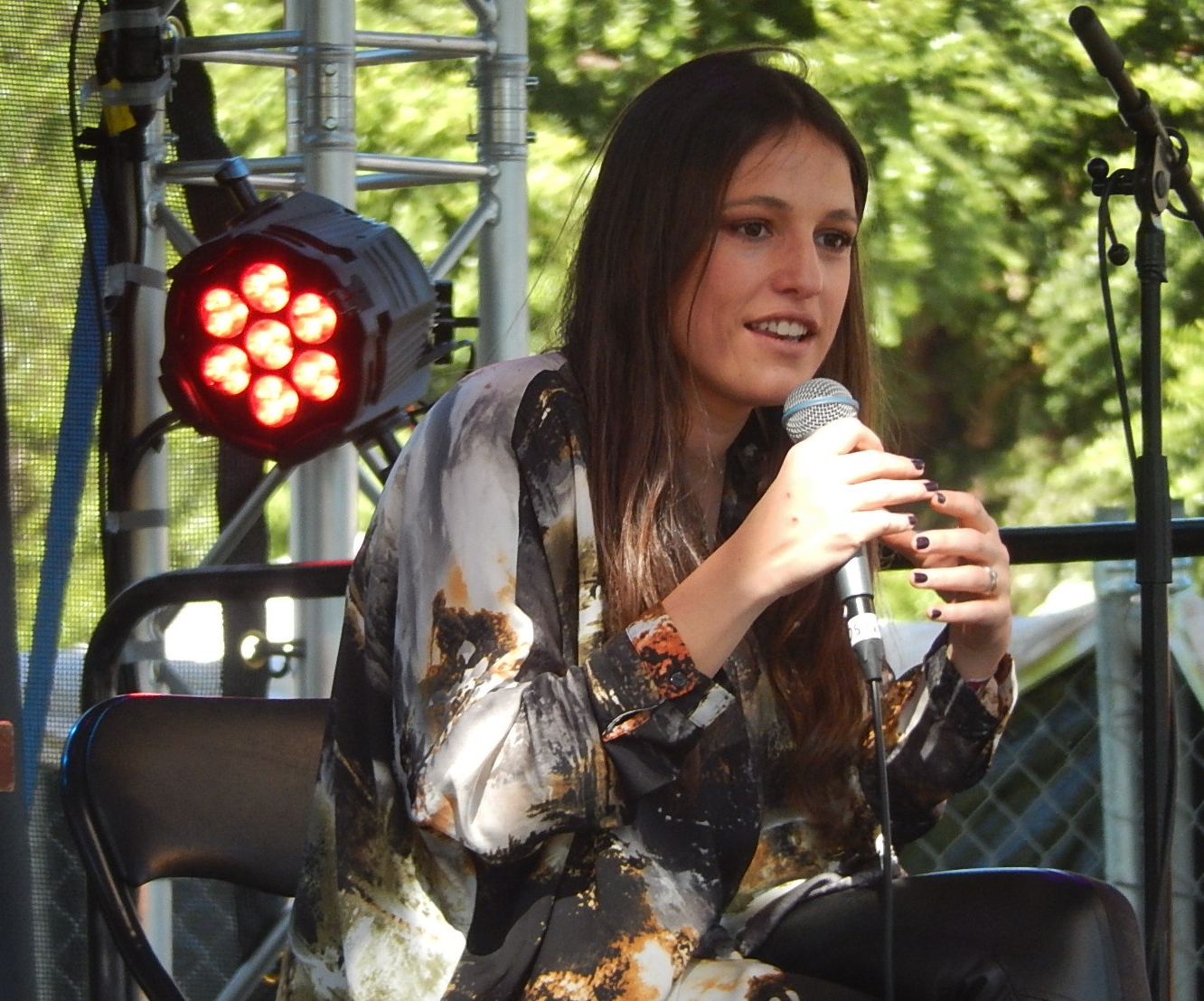
2014

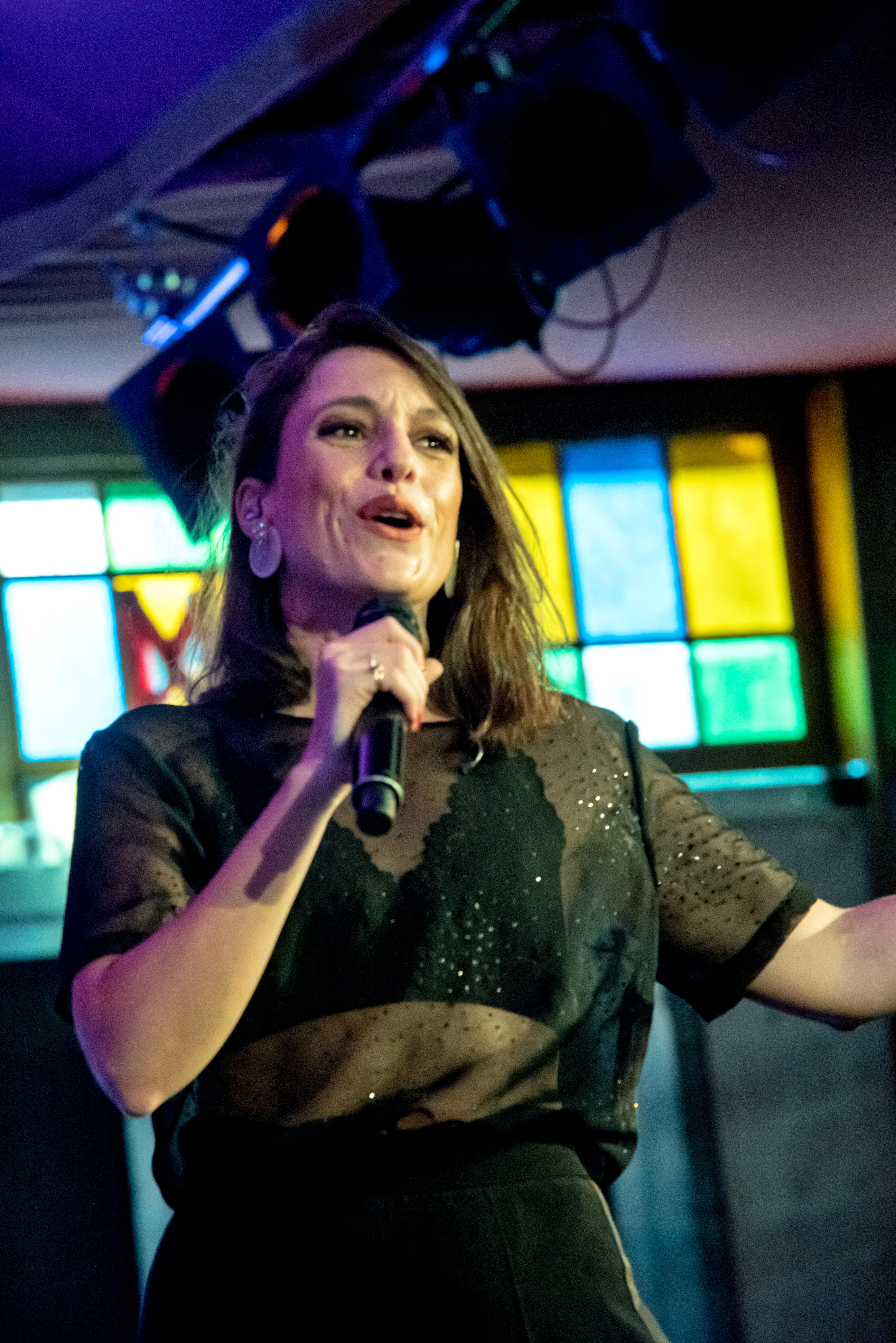
Кармінью на музичному фестивалі у Фрайбурзі. 2018

У 2011 році вийшов відеокліп пісні «Пробач мені [Архівовано 14 грудня 2018 у Wayback Machine.]» (Perdóname), де вона співає з іспанським співаком і автором пісень Пабло Альбораном. 
Третій альбом «Спів» (Canto) вийшов у 2014 році.
27 січня 2015 року вона була нагороджена орденом інфанта Енріке.
У 2017 році вона записала пісню «До раю» (Al paraíso), що входить до альбому «Обіцяю» (Prometo).
Крім своєї діяльності як співачки фаду, Кармінью закінчила маркетинг та рекламу в Європейському Лісабонському університеті.

## Особисте життя
29 грудня 2018 року Кармінью одружилася з музичним продюсером Жуаном Гомішем. У січні 2020 року вона оголосила, що вагітна.

## Дискографія
- 2009 Fado (CD, EMI)
- 2012 Alma (CD, EMI)
- 2014 Canto (CD, Warner)
- 2016 Carminho canta Tom Jobim (CD, Warner)
- 2018 Maria